# خان باقر أباد
خان باقر أباد (بالفارسية: کاروانسرای باقرآباد) هي خان تاريخية تعود إلى عصر القاجاريون، وتقع في مقاطعة قم.